# Əyriçay su anbarı
Əyriçay Su Anbarı är en reservoar i Azerbajdzjan.   Den ligger i distriktet Şəki Rayonu, i den centrala delen av landet, 260 km väster om huvudstaden Baku. Əyriçay su anbarı ligger 224 meter över havet. Arean är 5,2 kvadratkilometer. Den sträcker sig 4,8 kilometer i nord-sydlig riktning, och 4,0 kilometer i öst-västlig riktning.
Följande samhällen ligger vid reservoaren:
- Babaratma (332 invånare)

Trakten runt Əyriçay su anbarı består till största delen av jordbruksmark. Runt Əyriçay su anbarı är det ganska glesbefolkat, med 38 invånare per kvadratkilometer.